# Saison 4 des Sorciers de Waverly Place
Chronologie
Saison 3 des Sorciers de Waverly Place Les Sorciers de Waverly Place 2 : Alex vs Alex
Cet article présente le guide des épisodes de la quatrième saison de la série télévisée Les Sorciers de Waverly Place.
Les épisodes n'ont pas été diffusés dans l'ordre chronologique, c'est pour cela qu'il y a de nombreuses incohérences tout au long de la série, pour connaître la vraie chronologie de la série il suffit de regarder le numéro de production juste au-dessous des titres des épisodes (Prod°).

## Épisode 1:La Faute ultime
- Titre original : Alex tells the World
- Numéros : 80 (4-01) / Prod° : 401
- Scénaristes : Gigi McCreery & Perry Rein
- Réalisateur : Victor Gonzalez
- Diffusions : 
  -  États-Unis : 12 novembre 2010

- Audience : 4,11 millions
- Invité(es) : Gregg Sulkin (Mason Greyback)
- Résumé : Les Russo parviennent à rentrer chez eux après s'être échappés d'une prison gouvernementale à la fin de la saison 3. Mais ils n'ont plus de pouvoirs ni de contact avec le monde de la magie. Alex cherche une solution pour sauver les magiciens, dont le professeur Crumbs, retenus par le gouvernement et décide de dévoiler la magie au monde, en organisant une conférence de presse à l'insu de sa famille. Le professeur Crumbs apparait pendant la conférence, et annonce que l'épisode de la prison gouvernementale était en fait un test et qu'elle et Justin ont échoué. Ils sont tous les deux convoqués à une audience où ils sont déclarés coupables d'avoir « dévoilé la magie à la face du monde », et lourdement sanctionnés : Max sera probablement le sorcier de la famille autorisé à conserver ses pouvoirs à l'issue de la compétition.

## Épisode 2:Alex abandonne
- Titre original : Alex Gives Up
- Numéros :  81 (4-02) / Prod° : 402
- Scénariste : Todd J. Greenwald
- Réalisateur : Victor Gonzalez
- Diffusions : 
  -  États-Unis : 27 novembre 2010
- Audience : 4,1 millions
- Invité(es) : Gregg Sulkin (Mason Greyback)
- Résumé : Alex décide d'abandonner la compétition des sorciers après ce qui s'est passé à la cour des sorciers, mais un loup-garou et une mortelle ne peuvent être ensemble. Elle va  donc devoir prouver le contraire mais lors d'une soirée sur un yacht d'une famille croquemitaine, la fille de ces derniers drague Mason et Alex dit des choses peu sympa sur lui et il se transforme...

## Épisode 3:Sans les pouvoirs...
- Titre original : Lucky Charmed
- Numéros :  82 (4-03) / Prod° : 403
- Scénariste : Justin Varava
- Réalisateur : Victor Gonzalez
- Diffusions : 
  -  États-Unis : 10 décembre 2010
- Audience : 3,02 millions
- Invité(es) :
- Résumé : Harper et Alex décident de passer leur permis. Harper prend une leçon de conduite avec M. Laritate et ne conduit pas très bien, ils s’arrêtent afin que M. Laritate achète des beignets, Alex passe à l'avant de la voiture mais déclenche par accident le levier de vitesse et la voiture recule dans un poteau. Quand M. Laritate revient, Alex lui dit toute la vérité mais il ne s’énerve pas car c'est la 1re fois qu'Alex avoue quelque chose. Juste après, Alex et Harper se disputent car Alex est sanctionnée. Après avoir fini ses tâches, Alex se rend compte qu'Harper avait raison, elle va donc se transformer en miniature sur le tableau de bord de la voiture pendant que Harper passe son permis, ainsi elle va aider Harper à passer l'examen. Justin ne veut pas donner la robe de la famille de sorcier à son frère qui est en tête dans la compétition mais décide de lui donner une copie. Quand Max et Jerry viennent lui demander des comptes, il leur avoue qu'il a endommagé la robe. Jerry trouve un bassin magique pour réparer la robe.

## Épisode 4:Voyage au centre de Mason
- Titre original : Journey to the Center of Mason
- Numéros :  83 (4-04) / Prod° : 404
- Scénariste : Peter Dirksen
- Réalisateur : Robbie Countryman
- Diffusions : 
  -  États-Unis : 17 décembre 2010
- Audience : 3,4 millions
- Invité(es) : Gregg Sulkin (Mason Greyback)
- Résumé : Dean, l'ancien petit ami d'Alex, revient à Waverly Place et tente de la reconquérir. Officiellement simplement meilleur ami d'Alex, Mason est toutefois jaloux : il se transforme en loup-garou pour avaler Dean, aidé par Max qui l'a rendu minuscule. Les trois sorciers décident d'être miniaturisés et d'utiliser un sous-marin de Justin pour retrouver Dean, avant qu'il ne soit digéré par Mason. Lors du voyage, lorsqu'ils se retrouvent par erreur dans son cerveau, Alex se rend compte qu'il ne cesse de penser à elle. Elle décide finalement de reprendre la compétition des sorciers pour pouvoir rester avec Mason.

## Épisode 5:Opération compétition
- Titre original : Three Maxes and a Little Lady
- Numéros :  84 (4-05) / Prod° : 405
- Scénariste : Richar Goodman
- Réalisateur : Victor Gonzalez
- Diffusions : 
  -  États-Unis : 7 janvier 2011
- Audience : 3,95 millions
- Invité(es) :
- Résumé : Max réussit à intégrer un groupe de sorciers mais ce groupe profite de lui, le groupe va réussir à convaincre Max d'avancer la compétition de sorcier. Quand Alex et Justin le découvrent, ils se transforment chacun de leur côté en Max pour remettre la bataille à la date d'origine mais ils se retrouvent à 3 Max au bureau du service concerné. Alex et Justin transforment Max en petite fille par accident en combinant leurs sorts mais ils n'arrivent plus à le retransformer.

## Épisode 6:La Petite Fille à son papa
- Titre original : Daddy's Little Girl
- Numéros : 85 (4-06) / Prod° : 406
- Scénaristes : Gigi McCreery & Perry Rein
- Réalisateur : Robbie Countryman
- Diffusions : 
  -  États-Unis : 21 janvier 2011
- Audience : 3,41 millions
- Invité(es) :bailee madison
- Résumé : Depuis que Max s'est transformé en fille (son nouveau prénom est Maxine) il n'arrive pas à supporter d'être une fille, il va se venger de Justin et d'Alex. Mais Justin et Alex cherchent toujours à retransformer Max mais sans vraiment arriver à trouver une solution à leur problème. Jerry fait des projets mais annule au dernier moment pour une journée père-fille avec Maxine. Afin de garder le secret des Russo, Harper annonce à Zeke que la famille le déteste, il va donc tout faire pour être apprécié des Russo.

## Épisode 7:Rosie
- Titre original : Everything's Rosie for Justin
- Numéros :  86 (4-07) / Prod° : 407
- Scénaristes : Justin Varava
- Réalisateur : Victor Gonzalez
- Diffusions : 
  -  États-Unis : 4 février 2011
  -  France : 24 mai 2011 sur Disney Channel France
- Audience : 3,94 millions
- Invité(es) :
- Résumé : Pour remonter d'un niveau dans la compétition des sorciers, Alex s'inscrit dans le cours de Justin. Une nouvelle élève apparait dans le cours et Justin va tomber follement amoureux d'elle. Une professeure arrive et leur demande de faire une danse en commun pour se mettre à niveau mais Alex va découvrir que Rosie est un ange. À cause d'un petit animal, la danse va être ruinée et Justin et Alex ne pourront pas remonter d'un niveau dans la compétition des sorciers.

## Épisode 8:La danse des anges
- Titre original : Dancing with Angels
- Numéros : 87 (4-08) / Prod° : 408
- Scénariste :  Richard Goodman
- Réalisateur : Victor Gonzalez
- Diffusions : 
  -  États-Unis : 11 février 2011
  -  France : 31 mai 2011 sur Disney Channel France
- Audience : 4,1 millions
- Invité(es) :
- Résumé : Rosie propose à Justin d'aller dans un club de danse des anges mais Alex et Harper réussissent aussi à se faire inviter, cependant ils doivent porter des fausses ailes car il est interdit pour les non anges d'entrer dans ce club. Pendant une danse que font Harper et Alex, les anges doivent s'envoler mais elles ne s'envolent pas et tout le monde découvre que ce ne sont pas des anges mais affirmant le contraire, elles sont prises pour des anges des ténèbres alors le club est évacué. À la fin de l'épisode, Rosie et Justin sont en train de discuter mais les ailes de Rosie deviennent noires : c'est un ange des ténèbres.

## Épisode 9:Les Sorciers contre les Anges
- Titre original : Wizards vs. Angels
- Numéros :  88 (4-09) / Prod° : 409-410
- Scénariste : Richard Goodman
- Réalisateur : Victor Gonzalez
- Diffusions : 
  -  États-Unis : 18 février 2011
  -  France : 7 juin 2011 sur Disney Channel France
- Audience : 5,13 millions
- Invité(es) : China Anne McClain
- Résumé : 1re partie : Justin se comporte bizarrement, il fait le mal. Alex découvre que Rosie est un ange des ténèbres et elle prévient Justin, qui reste avec Rosie. Plus tard, Rosie le charge de voler le compas de la moralité, ce qu'il parvient à faire, pour conséquence, le monde devient mauvais.
 2de partie : Alex s'introduit dans l'antre des anges des ténèbres et va essayer de récupérer l'horloge du bien et du mal mais n'y parviendra que grâce à Rosie qui va se retourner contre son maître. Finalement, Rosie redevient un ange du bien et reprend son poste de professeur pour les futurs anges.
- Remarque : Épisode spécial de 45 minutes en 2 parties.

## Épisode 10:Le Retour de Max
- Titre original : Back to Max
- Numéros :  89 (4-10) / Prod° : 411
- Scénaristes : Tood J. Greenwald
- Réalisateur : Guy Distad
- Diffusions : 
  -  États-Unis : 11 mars 2011
- Audience : 3,74 millions
- Invité(es) :bailee madison
- Résumé : Le professeur Crumbs débarque dans la famille Russo, Justin et Alex font tout pour lui soutirer la solution pour Max sans gaffer. Sans le faire exprès, ils vont rendre le professeur Crumbs jeune. Croyant avoir la bonne potion, ils la font boire à Max et au professeur mais aucun d'eux ne se retransforme. Ne sachant pas que la potion est à retardement, Max et le professeur Crumbs vont se retransformer pendant la pièce du théâtre du lycée, mais Max joue sur scène, alors les Russo vont tout mettre en œuvre pour cacher la transformation de Maxine en Max.

## Épisode 11:La Découverte de Zeke
- Titre original :  Zeke Finds Out
- Numéros :  90 (4-11) / Prod° : 412
- Scénaristes : Peter Dirksen
- Réalisateur : David DeLuise
- Diffusions : 
  -  États-Unis : 8 avril 2011
- Audience : 2,97 millions
- Invité(es) :
- Résumé : Zeke fait un tour de magie devant Harper, Justin et Alex. Pour s'amuser Alex va utiliser la magie pour que Zeke réussisse son tour, mais quand ce dernier va se rendre compte qu'il a réussi son tour de magie, il va croire qu'il est un sorcier. Harper va vouloir dire à Zeke que ce n'était pas lui le sorcier mais que ce sont les Russo mais Alex refuse;ils vont donc finirent par rompre. Justin qui veut sauver leur relation,va enfin dire à Zeke que ce dernier n'est pas un sorcier mais qu'en revanche c'est lui, sa sœur et son frère qui sont des sorciers.

## Épisode 12:Attention aux vœux
- Titre original : Magic Unmasked
- Numéros :  91 (4-12) / Prod° : 413
- Scénariste : Justin Varava
- Réalisateur : David DeLuise
- Diffusions : 
  -  États-Unis : 13 mai 2011
- Audience : 2,7 millions
- Invité(es) :
- Résumé : Quand Alex comprend que son catcheur préféré ne se bat plus à cause d'elle, elle essaie de le faire remonter sur le ring, mais elle ne sait pas que Justin a promis à Zeke d'exaucer son souhait : devenir un très grand catcheur.

## Épisode 13:Rencontre avec les loups-garous
- Titre original : Meet the Werewolves
- Numéros :  92 (4-13) / Prod° : 415
- Scénaristes : David Henrie
- Réalisateur : Victor Gonzalez
- Diffusions : 
  -  États-Unis : 17 juin 2011
- Audience : 4,1 millions
- Invité(es) : Gregg Sulkin (Mason Greyback)
- Résumé : Alex souhaite rencontrer les parents de Mason lors de la fête de la lune d'automne mais ce dernier redoute cette rencontre car ses parents veulent qu'il sorte avec une louve-garou. Pendant ce temps, Max rajeunit par mégarde ses parents.

## Épisode 14:La Coupe des bêtes
- Titre original : Beast Tamer
- Numéros : 93 (4-14) / Prod° : 416
- Scénariste : Gigi McCreery & Perry Rein
- Réalisateur : Victor Gonzalez
- Diffusions :
  -  États-Unis : 24 juin 2011
- Audience : 4,0 millions
- Invité(es) : Nick Roux (Chase) Gregg Sulkin (Mason Greyback)
- Résumé : Alex et ses frères gagnent des billets pour la "Coupe des Bêtes". Chase Riprock, le dompteur, flirte avec Alex et tente de l'embrasser. Tandis que Justin perturbe la représentation en voulant montrer ses talents de chasseur de monstres, Harper prévient Mason. Il semblait fuir Alex mais vient la chercher avec l'œuvre qu'il est en train de sculpter et qu'il veut lui offrir pour le premier anniversaire de leur relation.

## Épisode 15:Sorcier de l’année
- Titre original : Wizard of the Year
- Numéros : 94 (4-15) / Prod° : 417
- Scénariste : Richard Goodman
- Réalisateur : Victor Gonzalez
- Diffusions :
  -  États-Unis : 8 juillet 2011
- Audience : 3,6 millions
- Invité(es) : Gregg Sulkin (Mason Greyback)
- Résumé : Alex apprend qu'elle va gagner le prix du sorcier de l'année, mais qu'elle est aussi de retour dans la compétition des sorciers. Quand dans une émission de potin des sorcier, il est dit qu'Alex sort avec Chase, Mason s'en va furieux et n'accompagne pas Alex à la cérémonie, il viendra tout de même mais gâchera la soirée en voyant Alex avec Chase. Chase et Mason se battent et Chase dit à Alex qu'il l'aime. Alex décide de rompre avec Mason et dira à Chase qu'elle ne veut pas sortir avec lui.

## Épisode 16:Prédiction
- Titre original : Misfortune at the Beach
- Numéros : 95 (4-16) / Prod° : 420
- Scénariste : Vince Cheung & Ben Montanio
- Réalisateur : Jody Margolin Hahn
- Diffusions :
  -  États-Unis : 24 juillet 2011
- Audience : 5 millions
- Invité(es) :
- Résumé : Les Russo décident de se rendre à la plage à cause de la chaleur et passent devant une machine qui prédit le futur. Leur père déconseille de l'utiliser car pour les sorciers les prédictions se réalisent toujours. Max essaye quand même et la chance lui sourit tout comme Justin, Alex essaye à son tour et elle reçoit une carte lui disant de dire adieu à sa vie.

## Épisode 17:Les sorciers sauvent le monde!
- Titre original : Wizard vs. Astroid
- Numéros : 96 (4-17) / Prod° : 418
- Scénariste : Peter Dirksen
- Réalisateur : Victor Gonzalez
- Diffusions :
  -  États-Unis : 19 août 2011
- Audience : 3,6 millions
- Invité(es) :
- Résumé : Un astéroïde se dirige vers la terre qui pourrait bien la détruire, la NASA envoie un explosif  pour le détruire mais il n'explose pas comme prévu, Alex, Justin et Max décident de partir dans l'espace pour détruire cet astéroïde avant qu'il n'arrive sur la terre.

## Épisode 18:Le Retour de Justin
- Titre original : Justin's Back In
- Numéros : 97 (4-18) / Prod° : 419
- Scénariste : Tood J. Greenwald
- Réalisateur : Guy Distad
- Diffusions :
  -  États-Unis : 26 août 2011
- Audience :
- Invité(es) :
- Résumé : Les sorciers de la classe de Justin ont terminé leurs études, ce qui signifie qu'ils seront réadmis à MagiTech s'ils réussissent toutes leurs évaluations finales. Quand ils échouent tous, Alex trouve cela suspect. La vérité est découverte peu de temps après, la classe a effectivement réussi, mais un magicien qui connaissait Crumbs avait un motif personnel pour les faire échouer. La classe de Justin a finalement réussi l'examen : ils sont tous réadmis dans MagiTech et Justin est officiellement de retour dans la compétition des sorciers. Pendant ce temps, Jerry et Theresa se rendent compte qu'ils n'ont jamais gardé des choses faites par Max quand il était enfant, ils vont donc essayer de les refaire avec l'aide d'Harper. Toutefois, Max a gardé ses souvenirs préférés tout en grandissant.

## Épisode 19:Alex marionnettiste
- Titre original : Alex the Puppetmaster
- Numéros : 98 (4-19) / Prod° : 421
- Scénariste : Gigi McCreery & Perry Rein
- Réalisateur : Victor Gonzalez
- Diffusions :
  -  États-Unis : 16 septembre 2011
- Audience :
- Invité(es) :
- Résumé : Les parents de Max rencontrent Rob et Meg les parents de sa petite amie Taliah. Harper et Alex décident d'aller habiter en colocation donc Jerry et Theresa leur demandent de gagner assez d'argent pour subvenir à leurs dépenses. Justin et Zeke les aident car Justin veut la chambre d'Alex pour y construire une bibliothèque. Ils décident de créer un spectacle de marionnettes.

## Épisode 20:Le Clone de Harper
- Titre original : My Two Harpers
- Numéros : 99 (4-20) / Prod° : 422
- Scénariste : Manny Basanese
- Réalisateur : Victor Gonzalez
- Diffusions :
  -  États-Unis : 30 septembre 2011
- Audience :
- Invité(es) :
- Résumé : Harper et Zeke passent tellement de temps ensemble qu'Alex décide de créer un clone de Harper. Pendant ce temps, Justin et Jerry trouvent des idées pour attirer plus de clients au Substation, et, alors que Max trouve une bonne idée, Justin et Jerry essaient de la rendre meilleure mais quand ils n'arrivent plus à gérer les deux restaurants, Justin commence à rabaisser son petit frère.

## Épisode 21:Les Sorciers de l'appartement 13 B
- Titre original : Wizards of Apartment 13B
- Numéros : 100 (4-21) / Prod° : 423
- Scénariste : Justin Varava
- Réalisateur : Guy Distad
- Diffusions :
  -  États-Unis : 7 octobre 2011
- Audience :
- Invité(es) : Gregg Sulkin (Mason Greyback)
- Résumé : Alex et Harper trouvent enfin un appartement dans l'étage secret pour sorciers d'un immeuble. Mais, quand elles emménagent, Alex a une mauvaise surprise : Mason habite dans le même immeuble.
- Remarque : C'est la première partie d'un épisode en 4 parties.

## Épisode 22:La Colocataire fantôme
- Titre original : Ghost Roommate
- Numéros : 101 (4-22) / Prod° : 424
- Scénariste : Richard Goodman
- Réalisateur : David DeLuise
- Diffusions :
  -  États-Unis : 14 octobre 2011
- Audience :
- Invité(es) : Gregg Sulkin (Mason Greyback)
- Résumé : Alex et Harper prennent une colocataire fantôme pour les aider à payer leur loyer. Celle-ci recherche l'amour de sa vie, disparu il y a soixante ans. Pendant ce temps le «robot aide ménager» de Zeke semble animé par de mauvaises intentions
- Remarque : C'est la deuxième partie d'un épisode en 4 partie.

## Épisode 23:Le Bal des zombies
- Titre original : Get Along, Little Zombie
- Numéros : 102 (4-23) / Prod° : 425
- Scénariste : Peter Dirksen
- Réalisateur : Victor Gonzalez
- Diffusions :
  -  États-Unis : 21 octobre 2011
- Audience :
- Invité(es) : Gregg Sulkin (Mason Greyback)
- Résumé : À cause de Mason, tout le reste de l'immeuble découvre l'existence du treizième étage et Monsieur Laritate est mordu par un zombie. Justin recherche la baguette la plus puissante du monde qui a été volée. À la fin de cette partie, Alex et Mason se remettent ensemble.
- Remarque : C'est la troisième partie d'un épisode en 4 partie.

## Épisode 24:Seuls contre tous
- Titre original : Wizards vs. Everything
- Numéros : 103 (4-24) / Prod° : 426
- Scénariste : Gigi McCreery & Perry Rein
- Réalisateur : Victor Gonzalez
- Diffusions :
  -  États-Unis : 28 octobre 2011
- Audience :
- Invité(es) : Bridgit Mendler  (Juliette van Heusen)  et Gregg Sulkin (Mason Greyback)
- Résumé : Alex, Justin et Harper sont enfermés au 13e étage alors que Mason, le Pr Crumbs et les autres habitants sont emmenés par Gorog dans son nouvel antre du mal. Il veut faire un nouveau portail pour conquérir le monde des sorciers. Harper n'étant pas sorcière, elle peut s'échapper et prévenir Max. Un trou noir menace d'engloutir Alex et Justin. Max à une idée brillante et parvient à les sauver. De retour au Waverly subs station, le Pr Crumbs leur apprend que leurs pouvoirs combinés sont irrésistibles. Ils partent alors affronter Gorog. Il a envoûté Mason, le petit-ami d'Alex, et Juliette que Justin n'a jamais oubliée. Alex puis Justin renoncent, semblant vaincus, et jettent leurs baguettes. Max resté seul, les imite. Gorog tombe dans le piège qu'ils lui ont tendu quand il saisit les trois baguettes, détruit par les pouvoirs conjoints des trois enfants Russo.
- Remarque : Quatrième et dernière partie de l'épisode Appartement 13B, le pouvoir des trois frères et sœur fait référence aux pouvoirs des 3 de la série Charmed.

## Épisode 25:Voyage dans le passé
- Titre original : Rock Around the Clock
- Numéros : 104 (4-25) / prod° : 414
- Scénariste : Robert Boesel
- Réalisateur : Guy Distad
- diffusions :
  -  États-Unis et  Canada : 4 novembre 2011
- Audience :
- Invité :
- Résumé : Le propriétaire actuel du bâtiment de la famille Russo décide de vendre la boutique en expulsant les Russo de la boutique, ainsi que leur appartement et leur gîte, qui contient le portail. Sans celui-ci, les Russo perdront tout contact avec le monde des sorciers. Ainsi, la famille tout entière (avec Harper) décide de faire un voyage de retour à 1957 pour arrêter le père de Jerry (l'ancien propriétaire de la boutique) et la vente de la boutique pour le  propriétaire actuel ne les expulses pas. Le père de Jerry accepte de ne pas vendre la boutique et les Russo revienne à notre époque actuelle. Cependant, ils laissent accidentellement  derrière eux Harper distrait par une femme avec un caniche, Harper laisse entendre que la femme doit mettre une photo d'un caniche sur sa jupe, la création d'une jupe caniche, qui étaient populaires dans les années 1950. Retour à l'époque actuelle, la famille Russo (qui n'ont pas encore réalisé l'absence de M. Harper) retrouve leur magasin obsolètes, tous avait disparu même les planches, la voiture de métro et l'antre manque, aussi. Les Russo se sont rendu compte qu'ils ont fait une erreur dans l'ancien du temps,ce qui doit avoir créé un effet d'entraînement, et les affectés aujourd'hui. Alors que Alex suggère qu'ils retournent à 1957 pour savoir ce qu'ils ont fait mal, Justin nie ceci en disant qu'ils ne devraient pas résoudre le problème en faisant exactement ce qui a causé le problème, mais quand Thérèse réalise qu'ils ont quitté Harper en 1957, ils décident de retourner en arrière. Le retour des Russo en 1957, où le père de Jerry révèle qu'il n'a pas vendu le restaurant pour le propriétaire, mais le restaurant a échoué et ne faisait pas  assez d'affaires, ainsi, il a été contraint de le fermer. Justin se rend compte que lorsque le père de Jerry a perdu le restaurant, il a déménagé de l'immeuble et comme la famille ne vivait plus dans le bâtiment, l'antre a disparu de l'époque actuelle. C'est alors que les Russo décident tout simplement de retrouver Harper et de revenir à nos jours. Ils découvrent que Harper est inscrit à Tribeca Prep dès qu'ils l'oubliaient, en 1957 et que M. Harper n'a pas voulu ruiner sa fiche de présence parfaite. Justin, Alex et Max vont à Tribeca Prep pour récupérer Harper, tandis que Jerry et Theresa attendent à la boutique, mais Harper décide de rester dans le passé, comme elle trouve un nouvel essor en 1957 qu'elle ne connaît pas à l'époque actuelle. Bien qu'à Tribeca, Max introduit la "Hight-Five" à plusieurs étudiants. Alex se rend compte que si elles vont à la boutique sous le point de rencontre en 1957 (l'école secondaire), la boutique fera de meilleures affaires et ne sera pas obligée de fermer. Cependant, personne n'a eu de plaisir à la boutique sous cette nuit-là, de plus que le juke-box était cassé. Comme tout le monde étais sur le point de partir, Max branche son lecteur MP3 dans le juke-box et Harper utilise sa popularité pour obtenir les étudiants qui dansent et s'amusent à la boutique et l'entreprise remonte niveau. Les Russo reviennent à l'heure actuelle, où la tanière et la boutique sont de retour. Ainsi, Jerry possède l'ensemble du bâtiment, tandis que le propriétaire est maintenant le propriétaire d'un service de concierge, au lieu de l'immeuble, et la "Hight-Five" est maintenant appelé un "Max". Alex se souvient alors qu'ils ont oublié Harper en 1957 et ils reviennent en arrière pour la ramenée....

- Remarque :

Une erreur chronologique s'est produite, depuis que l'épisode "Wizards vs Asteroid" qui a été diffusé sur ordre de la production. Harper mentionne qu'elle a été autorisé à rester dans le sous-sol de la famille Russo jusqu'à l'obtention du diplôme (comme elle et Alex avaient obtenu leur diplôme sur "Wizards vs Asteroid"). Pour cette même raison, Stephen Harper n'aurait pas pu la réinscrire à Tribeca Prep depuis qu'elle a obtenu son diplôme avec une fiche de présence parfaite.

## Épisode 26:Il était une fois
- Titre original : Harperella
- Numéros : 105 (4-26) / prod° : 427
- Scénariste : Richard Goodman & Justin Varava
- Réalisateur : Victor Gonzalez
- diffusions :
  -  États-Unis : 18 novembre 2011
- Invité : David Copperfield et Gregg Sulkin (Mason Greyback)
- Résumé : Harper tombe sur des livres d'enfants d'Alex, sans savoir que ces contes sont magiques, Alex la prévient qu'en lisant ces livres à voix haute, elle se retrouvera dans l'histoire. Mais cette dernière, résignée à ne pas la croire, lit l'histoire aux enfants du quartier et se retrouve dans l'histoire de Cendrillon. Malheureusement pour elle, quelques pages du livre se sont arrachées et elle se retrouve dans les trois petits cochons. Etant impossible de terminer l'histoire, elle y est enfermée...
- Remarque :

## Épisode 27:Le Dernier Sorcier de la famille
- Titre original : Who Will Be the Family Wizard
- Numéros : 106 (4-27) / prod° : 428-429
- Scénariste : Vince Cheung & Ben Montanio (parte 1), Todd J. Greenwald (parte 2)
- Réalisateur : Victor Gonzalez
- diffusions :
  -  États-Unis et  Canada : 6 janvier 2012
- Audience : 10 millions
- Invité : Bridgit Mendler (Juliette van Heusen) et Gregg Sulkin (Mason Greyback)
- Résumé : Lors d'un dîner que Alex a fait pour la famille (sans magie), le professeur Crumbs révèle que par cet acte altruiste, les enfants Russo peuvent enfin avoir leur compétition familiale. La première ronde de la compétition est un tour des anecdotes, dans lesquelles des questions liées à la magie sont posées. Durant ce tour, Harper et Zeke apparaissent. Zeke a accidentellement senti une substance violette dans l'antre qui l'a fait tourner au violet. Cela provoque un griffon qui les kidnappe, Harper et lui. Alex, Justin et Max utilisent leurs trois temps morts pour aller secourir leurs amis. Seulement ils découvrent qu'ils ont été trop long et ont été disqualifiés de la compétition. Ils sont tous de retour, où l'antre a disparu et ils ont tous perdu leur magie, devenant ainsi de simples mortels. Justin et Max sont furieux contre Alex en raison de son insistance sur le sauvetage de Zeke et Harper. Convaincu que la perte de leurs pouvoirs a ruiné la famille, Jerry décide de vendre la boutique. Les enfants vivent quelques semaines sans magie, au cours de laquelle, en décidant qu'il est maintenant tout ce qu'ils ont, la réouverture de la boutique et apprendre à travailler ensemble comme une famille. Mais lors d'une discussions familiale la famille Russo est transporté sur la place de la compétition où le Pr Crumbs leur annonce que c'était la 2e manche ! Et ils reprennent la course quand la 3e manche arrive Justin, Alex et Max doivent franchirent un parcours le premier arrivé sera le sorcier de la famille. C'est finalement Justin qui arrive premier mais lors de la transmission des pouvoirs Justin refuse et explique qu'Alex devait arriver première mais elle a laissé sa place a Justin. Donc Alex est décernée sorcier de la famille. Le Pr Crumbs dit à Justin qu'il va prendre sa retraite et qu'il souhaiterait que Justin le remplace. Comme Justin et Alex sont des sorciers, Jerry et Théresa décident que Max devienne un jour le propriétaire du Sub Station ce qui le rend heureux.
- Remarques : Épisode spécial de 45 minutes en 2 parties.
- C'est l'épisode final de la série.